# Warrior Knights
Warrior Knights è un gioco da tavolo strategico ideato da Derek Carver, la cui prima edizione risale al 1985.
La seconda edizione (2006), alla quale hanno partecipato anche gli autori Bruno Faidutti, Pierre Cléquin e Corey Konieczka, ripropone il gioco in una versione più snella con un regolamento rivisitato.